# Lucia Anguissola

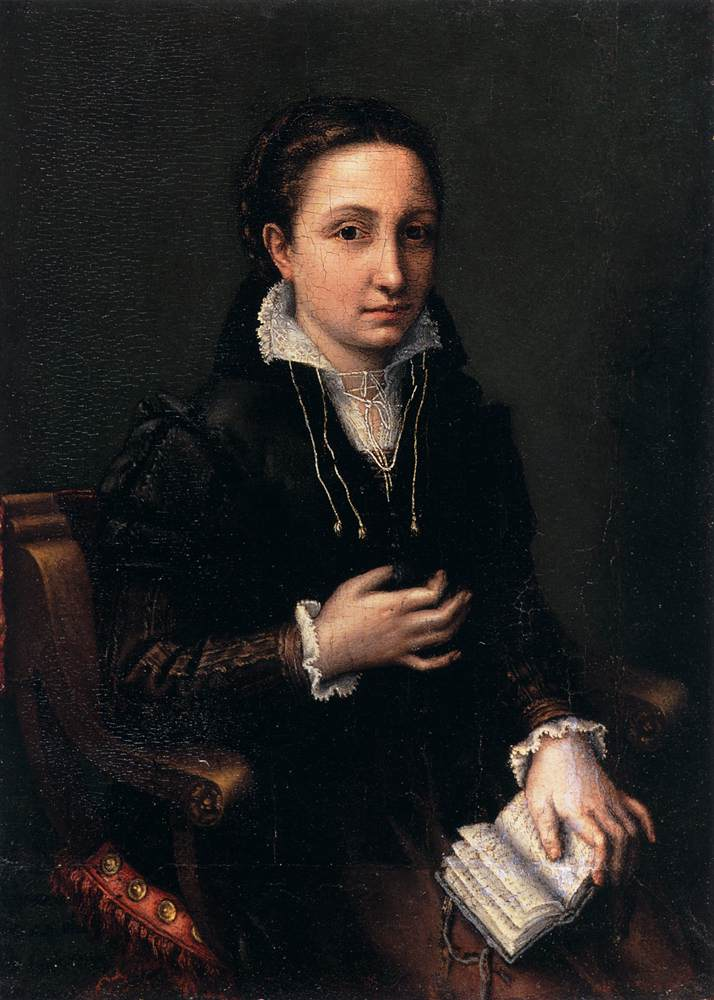
Lucia Anguissola, autorretrato; 1557. Óleo sobre tabla, 28 x 20 cm, Milán, Castello Sforzesco.

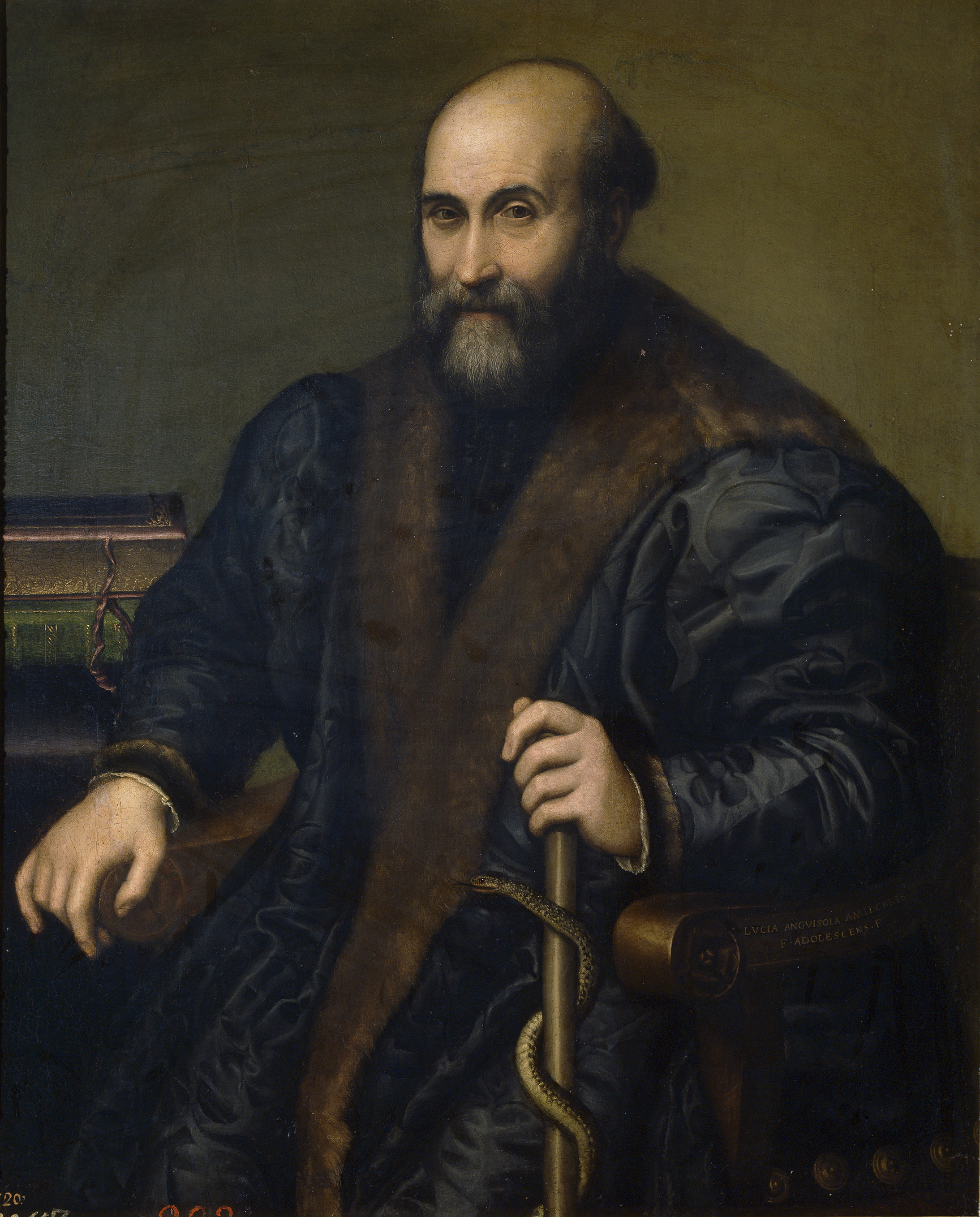
Pietro Manna, médico de Cremona, 1557, óleo sobre lienzo, 96 x 76 cm, Madrid, Museo del Prado.

Lucia Anguissola (Cremona, ca. 1536/38-ca. 1565) fue una pintora manierista italiana.

## Biografía
Tercera de las seis hijas de Bianca Ponzone y de Amilcare Anguissola, miembro de la baja nobleza genovesa, como sus hermanas Sofonisba —la más célebre de ellas y quizá su maestra— Elena, Minerva, Europa y Annamaria, recibió una esmerada educación, incluyendo el estudio del latín y de la pintura a la que se dedicaron en mayor o menor grado todas las hermanas. El cultivado ambiente familiar en el que se criaron las hermanas Anguissola se encuentra reflejado en una de las composiciones más ambiciosas de Sofonisba, La partida de ajedrez de Poznan, 1555, en la que según, la inscripción que aparece en el tablero, retrató a tres de sus hermanas y la ancilla o sirvienta de la familia, habiéndose identificado a Lucía con la mayor de la hermanas, a la izquierda del lienzo. Lucia murió joven. Cuando Vasari visitó Cremona en 1566 ya había fallecido. En su visita a la familia Vasari pudo ver dos retratos pintados por ella que citaba elogiosamente. Uno de ellos, el de Pietro Manna, médico de Cremona, es el ahora conservado en el Museo del Prado, con una inscripción en el brazo del sillón: «lvcia angvisola amilcaris / f. adolescens. f». Además se consideran de su mano una Virgen con el Niño antiguamente en el Palazzo Viti de Volterra, un supuesto autorretrato de medio cuerpo en el Castello Sforzesco de Milán, y un retrato de dama, en Roma, Galería Borghese, en ocasiones tenido por autorretrato o por retrato de Sofonisba e incluso de la madre de la artista. Otros dos retratos, en el Museo Tosio Martinengo de Brescia y en el Museo Poldi Pezzoli de Milán se han relacionado también con Lucia o con su hermana Minerva.